# Aéroport international d'Orlando
Pour les articles homonymes, voir Aéroport d'Orlando.
L'aéroport international d'Orlando (en anglais : Orlando International Airport), connu localement sous le sigle MCO (code IATA : MCO • code OACI : KMCO • code FAA : MCO), est un aéroport américain situé à Orlando, en Floride. Doté de quatre pistes, il est le plus grand des trois aéroports desservant la ville avec l'aéroport d'Orlando-Sanford et l'aéroport d'Orlando-Melbourne.
Il est l'aéroport le plus fréquenté de l'État avec plus de 50 millions de passagers qui en font usage en 2019, ainsi que le dixième aux États-Unis et le trente-et-unième dans le monde, en raison de la popularité d'Orlando comme destination touristique — avec notamment Walt Disney World Resort et Universal Orlando Resort — et sa progression dans les domaines commerciaux et résidentiels.

## Histoire

Carte de l'aéroport.

L'aéroport est ouvert en 1942 pour un usage militaire sous le nom de McCoy Air Force Base. Il abrite un Strategic Air Command jusqu'à la fin de la guerre du Viêt Nam en 1975. Durant la guerre froide, McCoy Air Force Base abrite les Lockheed U-2 qui font de la reconnaissance aérienne au large de Cuba.
En 1981, l'aéroport civil est officiellement inauguré, avec des vols de ligne qui prennent place depuis les années 1960, opérés par Delta Air Lines, Eastern Air Lines, National Airlines et Southern Airways. En 1978, l'aéroport voit passer plus de 5 millions de passagers. L'aéroport international d'Orlando couvre 51 km2, ce qui en fait le cinquième plus grand aéroport des États-Unis après l'aéroport international de Denver (136 km2), l'aéroport international de Dallas-Fort Worth (70 km2), l'aéroport international du sud-ouest de la Floride (552) et l'aéroport international de Washington-Dulles (53 km2).
Il est de nos jours une plate-forme de correspondance pour Silver Airways, une base d'opérations pour JetBlue Airways, Southwest Airlines et Spirit Airlines, ainsi qu'une base de maintenance pour United Airlines. La principale destination intérieure depuis l'aéroport international d'Orlando est l'aéroport international Hartsfield-Jackson d'Atlanta avec 1 502 000 passagers en 2019, tandis que la principale destination internationale est l'aéroport de Londres-Gatwick avec plus de 720 000 passagers.
Depuis septembre 2023, l'aéroport dispose au sud du terminal principal d'une gare de la compagnie ferroviaire Brightline qui le relie par train rapide à Miami.

## Statistiques
Le graphique qui aurait dû être présenté ici ne peut pas être affiché car il utilise l'ancienne extension Graph, désactivée pour des questions de sécurité. Des indications pour créer un nouveau graphique avec la nouvelle extension Chart sont disponibles ici.

Voir la requête brute et les sources sur Wikidata.

## Situation

### Carte des 30 principaux aéroports américains
| \| 500 km1:17 479 000 \| Atlanta Los Angeles Chicago · O'Hare Chicago · Midway Dallas · Fort Worth New York · JFK Newark · Liberty New York-LaGuardia Denver San Francisco Charlotte Las Vegas Phoenix Miami Houston Seattle Orlando Minneapolis · Saint-Paul Boston Détroit Philadelphie Fort Lauderdale · Hollywood Baltimore Washington · R. Reagan Washington · Dulles Salt Lake City San Diego Honolulu Tampa Portland |
| 500 km1:17 479 000 |

### Carte des aéroports de la Floride
| Daytona Beach Fort Lauderdale Fort Myers Gainesville Jacksonville Key West Orlando-Melbourne Miami Orlando Orlando-Sanford Panama City Pensacola Punta Gorda Sarasota-Bradenton St. Augustine St. Petersburg-Clearwater Tallahassee Tampa Valparaiso Palm Beach Naples Vero Beach |

## Compagnies et destinations
| Compagnies              | Destinations |
| ----------------------- | --- |
| Aer Lingus              | Dublin, Manchester |
| Aeromexico              | Mexico-B. Juárez |
| Air Canada              | Ottawa (Macdonald-Cartier) En saison: Halifax (Stanfield) |
| Air Canada Rouge        | Montréal (P.-E.-Trudeau), Toronto (Pearson) En saison: Vancouver |
| Air France              | Paris-Charles de Gaulle |
| Air Transat             | Montréal (P.-E.-Trudeau), Toronto (Pearson) En saison: Halifax (Stanfield), Moncton (Roméo-LeBlanc), Québec (Jean-Lesage) |
| Alaska Airlines         | Portland, San Diego, Seattle-Tacoma |
| American Airlines       | - Charlotte-Douglas, - Chicago-O'Hare, - Dallas-Fort Worth, - Los Angeles, - Miami, - New York-John F. Kennedy, - New York-LaGuardia, - Philadelphie, - Phoenix-Sky Harbor, - Washington-Reagan |
| Avianca                 | Bogota-El Dorado, Medellín-J. M. Córdova |
| Azul Brazilian Airlines | São Paulo/Campinas, Recife |
| Bahamasair              | Nassau L. Pindling En saison : Grand Bahama-Freeport |
| British Airways         | Londres-Gatwick |
| Caribbean Airlines      | Port-d'Espagne - Piarco En saison: Kingston-N. Manley |
| Copa Airlines           | Panama-Tocumen |
| Delta Air Lines         | - Atlanta H.-Jackson, - Boston Logan, - Cincinnati-Northern Kentucky, - Détroit, - Los Angeles, - Miami, - Minneapolis-Saint-Paul, - New York-John F. Kennedy, - New York-LaGuardia, - Salt Lake City, - São Paulo/Guarulhos, - Seattle-Tacoma En saison: - Cancún, - John Glenn Columbus, - Hartford-Bradley, - Kansas City, - Nashville, - Raleigh-Durham |
| Delta Connection        | - Birmingham-Shuttlesworth , - Indianapolis, - Raleigh-Durham En saison: - Cleveland-Hopkins, - John Glenn Columbus, - Grand Rapids-G. R. Ford, - Hartford-Bradley, - Louisville-Standiford Field, - Memphis, - Milwaukee-General Mitchell, - Nashville, - Pittsburgh, - Lambert-Saint Louis, - Washington-Reagan |
| Edelweiss Air           | Zurich |
| Emirates                | Dubaï |
| Frontier Airlines       | - Buffalo-Niagara, - Cedar Rapids, - Charlotte-Douglas, - Chicago-O'Hare, - Cincinnati-Northern Kentucky, - Cleveland-Hopkins, - Colorado Springs, - John Glenn Columbus, - Denver, - Détroit, - Grand Rapids-G. R. Ford, - Indianapolis, - Knoxville-McGhee Tyson (en), - Las Vegas-Harry-Reid, - Islip (Long Island Mac Arthur), - Los Angeles, - Milwaukee-General Mitchell, - Nashville, - La Nouvelle-Orléans-L. Armstrong, - Oklahoma City (Will Rogers-World), - Philadelphie, - Pittsburgh, - Providence-T. F. Green, - Raleigh-Durham, - San Diego, - San Francisco, - Lambert-Saint Louis, - San Juan - Luis-Muñoz-Marín, - Trenton (comté de Mercer), - Tulsa, - Washington-Dulles En saison : - Atlanta H.-Jackson, - Austin-Bergstrom, - Des Moines, - Kansas City, - Madison (comté de Dane), - Minneapolis-Saint-Paul, - Omaha-Eppley |
| Icelandair              | En saison : Reykjavik-Keflavík |
| JetBlue Airways         | - Aguadilla, - Albany, - Austin-Bergstrom, - Baltimore-T. Marshall, - Boston Logan, - Bogota-El Dorado, - Buffalo-Niagara, - Cancún, - Hartford-Bradley, - La Havane-José Martí, - Los Angeles, - Mexico-B. Juárez, - Montego Bay-Donald Sangster, - Nassau L. Pindling, - New York-John F. Kennedy, - New York-LaGuardia, - Newark-Liberty, - Newburgh-Stewart, - Ponce (en), - Port-au-Prince T. Louverture, - Providence-T. F. Green, - Richmond-Byrd Field, - Salt Lake City, - San José-J. Santamaría, - San Juan - Luis-Muñoz-Marín, - Saint-Domingue Las Américas, - Syracuse-Hancock, - Washington-Reagan, - Comté de Westchester, - Worcester (en) |
| LATAM Brasil            | Rio de Janeiro/Galeão, São Paulo/Guarulhos |
| LATAM Chile             | En saison : Santiago du Chili-A.-M.-Benítez |
| LATAM Perú              | Lima-J. Chávez |
| Lufthansa               | Francfort |
| Silver Airways          | Fort Lauderdale-Hollywood, Fort Myers, Key West, Pensacola, Tallahassee En saison: Marsh Harbour, North Eleuthera (en) |
| Southwest Airlines      | - Albany, - Aruba-Reine-Beatrix, - Atlanta H.-Jackson, - Austin-Bergstrom, - Baltimore-T. Marshall, - Birmingham-Shuttlesworth, - Buffalo-Niagara, - Chicago-Midway, - John Glenn Columbus, - Dallas-Love Field, - Denver, - Fort Lauderdale-Hollywood, - Grand Rapids-G. R. Ford, - Hartford-Bradley, - Houston-W. P. Hobby, - Indianapolis, - Kansas City, - Las Vegas-Harry-Reid, - Islip (Long Island Mac Arthur), - Louisville-Standiford Field, - Manchester (New Hampshire), - Memphis, - Milwaukee-General Mitchell, - Montego Bay-Donald Sangster, - Nashville, - Newark-Liberty, - La Nouvelle-Orléans-L. Armstrong, - Norfolk, - Philadelphie, - Phoenix-Sky Harbor, - Pittsburgh, - Providence-T. F. Green, - Raleigh-Durham, - Rochester (État de New York), - San Antonio, - San Diego, - San Juan - Luis-Muñoz-Marín, - Lambert-Saint Louis, - Washington-Dulles, - Washington-Reagan En saison: - Albuquerque, - Boston Logan, - Détroit, - Flint-Bishop, - Minneapolis-Saint-Paul, - Oklahoma City (Will Rogers-World), - Omaha-Eppley, - Portland (Maine) |
| Spirit Airlines         | - Akron-Canton, - Atlanta H.-Jackson, - Atlantic City, - Baltimore-T. Marshall, - Boston Logan, - Chicago-O'Hare, - Cleveland-Hopkins, - Dallas-Fort Worth, - Détroit, - Fort Lauderdale-Hollywood, - Hartford-Bradley, - Houston-George Bush, - Kansas City, - Arnold Palmer (en), - La Nouvelle-Orléans-L. Armstrong, - Newark-Liberty, - Niagara Falls, - Philadelphie, - Pittsburgh, - Plattsburgh, - San Juan - Luis-Muñoz-Marín En saison: Minneapolis-Saint-Paul |
| Sun Country Airlines    | Minneapolis-Saint-Paul |
| Sunrise Airways         | Port-au-Prince T. Louverture |
| United Airlines         | Chicago-O'Hare, Cleveland-Hopkins, Denver, Houston-George Bush, Los Angeles, Newark-Liberty, San Francisco, Washington-Dulles |
| Virgin America          | Los Angeles, San Francisco |
| Virgin Atlantic         | Manchester En saison: Belfast, Glasgow |
| Volaris                 | Guadalajara-M. Hidalgo y Costilla, Mexico-B. Juárez |
| WestJet                 | - Calgary, - Halifax (Stanfield), - Saint-Jean (Terre-Neuve), - Toronto (Pearson) En saison: - Charlottetown, - Edmonton, - Hamilton, - Waterloo (en), - London (Ontario), - Moncton (Roméo-LeBlanc), - Montréal (P.-E.-Trudeau), - Ottawa (Macdonald-Cartier), - Régina, - Vancouver, - Winnipeg (J. A. Richardson) |

Édité le 11/04/2018

## Projets
Les terminaux côté piste 1 et 3, qui ont tous deux ouvert en 1981, ont récemment subi d'importantes rénovations conçues par les architectes CT Hsu + Associates.  Les nouvelles conceptions de terminaux incorporent des caractéristiques architecturales modernes qui incluent de nouveaux puits de lumière et des zones de concession étendues. De plus, les systèmes mécaniques et électriques ont été complètement révisés dans chaque terminal. L'entrepreneur général était Hensel Phelps Construction Co. pour Airside 1 et 3. Le projet a été achevé dans les deux terminaux en 2010. En 2012, British Airways a annoncé l'ouverture d'un «salon commun» dans Airside 4.

### Service rapide de location de voitures de location
Deux installations ultramodernes de location de voitures ont été récemment [ quand? ] terminé à la fois sur le terminal A du côté nord et sur le terminal B du côté sud. Certaines agences de location de voitures opèrent actuellement un service de ramassage sur place au rez-de-chaussée des garages de stationnement principaux. Les nouvelles installations ont déplacé le processus de ramassage de la location de voitures vers les nouvelles installations et ont permis aux agences hors site de déménager dans les installations aéroportuaires sur place.

### Terminal intermodal de l'aéroport sud
Le terminal intermodal de l'aéroport sud, situé à environ 1,6 km au sud du terminal principal, accueille la gare de la compagnie ferroviaire à grande vitesse Brightline qui relie Orlando à Miami depuis septembre 2023. La gare est connectée au terminal principal via un système de transport de personnes automatisé (APM) et réutilise principalement les plans initiaux du Florida High Speed Rail. Une extension de la ligne à grande vitesse vers Tampa est à l'étude.
Une connexion future au service de train de banlieue SunRail est également à l'étude. La route vers la ligne SunRail actuelle emprunterait un embranchement ferroviaire de la Orlando Utilities Commission , avant de bifurquer vers la station intermodale ou d'avoir un point de transfert intermédiaire sur le train léger pour terminer le trajet jusqu'à cette station.  De multiples options sont envisagées pour la liaison avec I-Drive , soit un système de train maglev élevé construit par American Maglev Technology, reliant l'aéroport au Orange County Convention Center , au Florida Mall et à la Sand Lake Road. Station SunRail ,  ou une liaison ferroviaire légère le long d'un itinéraire similaire à l'alternative maglev entre l'aéroport et International Drive. 

### Complexe terminal sud
En mai 2015, le conseil d'administration de la Greater Orlando Aviation Authority (GOAA) a voté à l'unanimité pour approuver la construction du complexe du terminal sud (STC) de 1,8 milliard de dollars, qui sera situé directement au sud du terminal existant.  Le STC sera construit à côté du terminal intermodal de l'aéroport sud, qui a été achevé au début de 2018, et les deux seront connectés au terminal existant via un nouveau système de transfert automatique de personnes (APM) .  La phase I (qui sera connue sous le nom de «Terminal C») englobera environ 300 acres (120 ha) et comprendra de nouvelles voies de circulation et aires de trafic pour aéronefs, soit 2,7 millions de pieds carrés (250 000 m 2).) bâtiment terminal avec 16-24 portes et un garage de stationnement de 6 étages de 5 000 places. La construction du STC a commencé en 2017 et devrait être opérationnelle d'ici 2021. 
En juin 2018, GOAA a approuvé l'extension de la phase 1, connue sous le nom de phase 1X, qui ajoutera six autres portes au sud. Les entreprises de construction qui construisent le nouveau terminal sud sont Hensel Phelps (côté piste) et Turner-Kiewit Joint Venture (côté ville). Vanderlande Industries fournira le nouveau système high-tech de manutention de hachage ICS.